# Holly Marie Combs
Holly Marie Combs, född 3 december 1973 i San Diego i Kalifornien, är en amerikansk skådespelare och producent. Hon har bland annat gjort rollen som Piper Halliwell i TV-serien Förhäxad. Sedan 2002 har hon även varit en av flera producenter till serien. 

## Biografi
När Combs var sju år flyttade familjen till New York, där hon arbetade som fotomodell för annonser och reklamfilmer. Efter att ha haft småroller i olika filmer fick hon en roll i TV-serien Småstadsliv. Hon var med i TV-serien i fyra år och vann även en Young Actors Award för rollen. Efter att serien lagts ner 1996 medverkade hon i några TV-filmer. 
År 1998 provspelade hon för TV-serien Förhäxad och fick rollen som Piper Halliwell.
Combs syns i början av Ocean's Eleven (2001) där hon spelar sig själv.
År 2004 gifte hon sig med produktionsassistenten på Förhäxad, David W. Donoho. Paret har tre söner födda 2004, 2006 och 2009.
8 juni 2010 hade serien Pretty Little Liars premiär och Combs spelar mamman (Ella Montgomery) till en av huvudrollerna.